# Spazzole (musica)

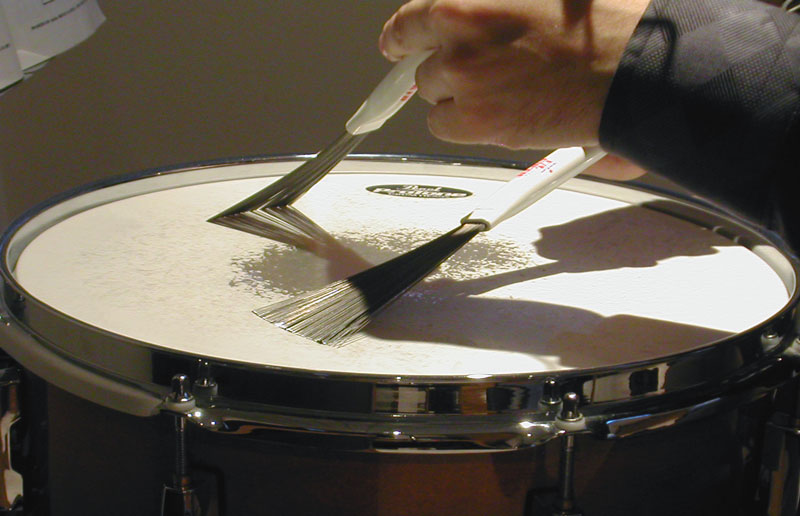
Esecuzione con le spazzole sul rullante

Le spazzole dette anche pennelli o brushes sono particolari bacchette formate da un insieme di setole e vengono utilizzate per suonare strumenti a percussione.

## Costruzione
Sono solitamente realizzate in plastica, metallo e legno. Sono formate per un terzo della loro lunghezza da sottili fili metallici (le setole), mentre per la rimanente parte dal manico della spazzola stessa. Il manico della spazzola talvolta incorpora un sistema a scorrimento che permette di proteggere la spazzola quando non utilizzata, ritraendola proprio all'interno del manico.
Talvolta l'estremità della spazzola dalla parte del manico può essere chiusa con una terminazione di forma sferica o comunque di forma circolare: molti batteristi usano anche questa parte della spazzola per avere un timbro più duro e deciso.

## Utilizzo
Le caratteristiche delle spazzole possono variare sensibilmente, anche a seconda del tipo di genere musicale che si intende eseguire.
Il suono delle spazzole è adatto a creare atmosfere sfumate e morbide, tipiche del genere Jazz: "accarezzando" la pelle del rullante o la superficie dei piatti è possibile creare accostamenti timbrici che con le bacchette sarebbero impossibili.